# The Funky Phantom
The Funky Phantom (br: Fantasminha Legal) é uma série de desenho animado americana-australiana, produzida pela Hanna-Barbera Productions e pela produtora australiana Air Programs International para a American Broadcasting Company (ABC). Estreou em 11 de setembro de 1971 a 1 de janeiro de 1972 e teve 17 episódios.

## História
O desenho se passa com 3 jovens: Hugo, Silvio e Alice e o cachorro Elmo. Enquanto tentavam fugir de uma tempestade, os jovens entram em uma casa velha e veem um relógio antigo. Quando acertam o horário do relógio para meia-noite, libertam dois fantasmas: um com traje de revolucionário chamado Jonathan Wellington "Mudsy" Muddlemore e seu gato, Boo. Os dois relatam estar presos desde a Guerra Revolucionária nos EUA, contra a Inglaterra, e não puderam sair, daí acabaram morrendo lá dentro. Libertados pelos novos amigos, Fantasminha e Boo os acompanham em muitos mistérios sempre dando uma ajuda invisível.

## Episódios[3]
nomes originais (em inglês)
1. Don't Fool With a Phantom
2. Heir Scare
3. I'll Haunt You Later
4. Who's Chicken
5. The Headless Horseman
6. Spirit Spooked
7. Ghost Town Ghost
8. We Saw a Sea Serpent
9. Haunted in Inn
10. Mudsy Joins the Circus
11. Pigskin Predicament
12. The Liberty Bell Caper
13. April Foolish Day
14. The Forest's Prime-Evil
15. The Hairy Scary Houndman
16. Mudsy and Muddlemore Manor
17. Ghost Grabbers

## Elenco

### Atores
- Jonathan Wellington "Mudsy" Muddlemore (Fantasminha Legal): Daws Butler
- Alice: Tina Holland
- Sílvio: Micky Dolenz
- Hugo: Tommy Cook
- Elmo: efeitos vocais de Jerry Dexter
- Boo: efeitos vocais de Julie Bennett

### Vozes
- Estúdio: Televox
- Mudsy: Ionei Silva
- Alice: Carmen Sheila
- Sílvio: Luis Manuel
- Hugo: André Filho
- Elmo: Voz Original
- Boo: Voz Original

## Outras aparições
O Fantasminha Legal também teve edições lançadas em quadrinhos (banda desenhada em Portugal) nos EUA, porém não saíram no Brasil. Foram publicadas pela Western Publishing e pela Gold Key Comics.
Na televisão, também participou do desenho Harvey, o advogado, também da Hanna-Barbera.
Participou ainda do episódio 14 da 1ª temporada de Scooby-doo Mistério S.A. como o vilão do episódio, no sonho do Scooby-doo, e como vivo, no papel do organizador da gincana que a turma iria participar, quando Scooby acorda.